# Bananenspinnen
Die Bananenspinnen (Phoneutria) bilden eine neun Arten umfassende Gattung in der Familie der Kammspinnen (Ctenidae). Der Trivialname rührt daher, dass einzelne Arten der Gattung über den Transport der Dessertbanane (Musa × paradisiaca) mitunter ungewollt in andere Kontinente exportiert werden. Die Arten der Gattung sollten nicht mit anderen Spinnen verwechselt werden, die im Deutschen ebenfalls als Bananenspinnen bekannt sind. In Brasilien werden die Spinnen Armadeira (von portugiesisch aranhas armadeiras „bewaffnete Spinnen“) genannt. Bananenspinnen zählen mit einer Körperlänge von maximal 50 Millimetern zu den weltweit größten Echten Webspinnen (Araneomorphae). Die Beinspannweite einzelner Arten kann etwa 180 Millimeter erreichen.
Die Gattung der Bananenspinnen ist in Mittel- und Südamerika verbreitet. Ihre Arten sind wie alle Kammspinnen nachtaktiv und halten sich tagsüber verborgen auf. In ihrer nächtlichen Aktivitätszeit kommen die nomadischen Spinnen aus ihren Verstecken hervor und unternehmen auf der Suche nach Beutetieren weitläufige Wanderungen. Bananenspinnen sind wie alle Kammspinnen freilaufende Lauerjäger, die kein Spinnennetz nutzen. Erbeutet werden verschiedene Wirbellose und auch kleinere Wirbeltiere. Der Paarung geht – wie für Wolfspinnenartige (Lycosoidea) üblich – eine ausgeprägte Balz voraus. Das Weibchen fertigt einige Zeit nach der Paarung einen Eikokon an, den es bewacht. Gleiches gilt anfangs für die Nachkommen, ehe diese sich verstreuen und selbstständig wie bei anderen Spinnen über mehrere Fresshäute (Häutungsstadien) heranwachsen.
Zu den Bananenspinnen zählen auch für den Menschen potentiell gefährliche Arten, wie die Brasilianische Wanderspinne (P. nigriventer), deren Biss auch für einen erwachsenen Menschen lebensbedrohliche Folgen haben kann. Die Wahrscheinlichkeit von Bissunfällen wird aufgrund der vergleichsweise hohen Aggressivität der Bananenspinnen gesteigert. Allerdings verfügen nicht alle Arten über ein ausreichend wirksames Gift, um einen Menschen zu töten, zumal einige Arten der Gattung urbane Gebiete meiden. Wieder andere Arten zeigen jedoch eine Synanthropie (Anpassung an menschliche Siedlungsbereiche) auf, sodass diese häufiger in und an Gebäuden angetroffen werden können.

## Merkmale
Die Gattung Phoneutria (altgriechisch φονεύτρια ‚Mörderin‘) umfasst neun wissenschaftlich beschriebene Arten. Die Weibchen erreichen eine Spannweite von 10 bis 13 cm. Der Körper des Weibchens wird 30 bis 50 mm lang, Männchen sind kleiner, mit einer Körperlänge von bis zu 40 mm. Die mittleren Augen der vorderen und hinteren Reihe bilden ein Quadrat. Im Gegensatz zur Gattung Ctenus liegen die äußeren Augen auf einer gemeinsamen Erhebung und stehen nah beieinander. Die Augen der hinteren Reihe sind größer als die der vorderen Reihe.
Von oben betrachtet nimmt der Carapax (Rückenschild des Prosomas, bzw. Vorderkörpers) eine ovale Form ein. Auf anteriorer (vorhergehender) Seite erscheint er gerundet und rückseits gestutzt. Im Allgemeinen ist der Carapax länger als breit. Der breiteste Abschnitt befindet sich zwischen den Coxae (Hüftgliedern) des zweiten und dritten Beinpaares. Bei den Coxae des ersten Beinpaares ist der Carapax verschmälert. Die Seitenränder des Carapaxes sind je mit einer schwarzen Linie versehen. Die Fovea (Apodem) ist längslaufend geformt. Sie ist schwarz gefärbt und weist mehrere schwarze auseinanderlaufende Radiärstreifen auf.
Der Augenhügel erscheint geschwollen und vorherstehend. Die Augen sind in zwei Reihen übereinander angeordnet. Beide Augenreihen weisen je vier Augen auf und sind zurückgebogen geformt. Die vier Mittelaugen sind quadratförmig zueinander und die Seitenaugen je zu zweit weiter hinten übereinander angeordnet. Die oberen Seitenaugen sind im Gegensatz zu den anderen kreisförmig gebauten oval geformt und kleiner. Die unteren Mittelaugen stehen etwas weiter auseinander als es die Hälfte ihrer Durchmesser beträgt. Der Abstand der oberen Seiten- und Mittelaugen zueinander entspricht dem Durchmesser der oberen Mittelaugen. Die unteren und die oberen Seitenaugen sind jeweils so weit auseinander, wie es dem Radius der unteren Mittelaugen entspricht. Der Abstand der unteren und der oberen Mittelaugen ist geringfügig kleiner als der Durchmesser der der unteren Mittelaugen selber und der der unteren Mittelaugen und der unteren Seitenaugen entspricht dem Durchmesser der oberen Mittelaugen.
Die Höhe des Clypeus (Abschnitt zwischen dem vorderen Augenpaar und dem Rand des Carapax) entspricht ebenfalls dem Durchmesser der unteren Mittelaugen. Die eigentlich dunkelbraun gefärbten Cheliceren (Kieferklauen) fallen besonders durch die rot gefärbten Setae (Haare) auf. Diese Farbgebung dient als Signalfarbe. Die Cheliceren haben außerdem drei promarginale (innen vorderseitige) und fünf retromarginale (innen rückseitige) Zähne. Die Länge der Maxillen (Mundteile) beträgt das doppelte der Länge des Labiums (Lippe). Sie sind leicht zusammenlaufend geformt und auf der Distalseite (Randseite) gestutzt. Seitlich weisen die Maxillen eine Serrula (Zahnreihe) auf und anterior sowie median weitere Scopulae. Das Labium ist geringfügig kürzer als breit. Es hat einen gestutzten Apex und ist überdies beweglich mit dem Sternum (Brustschild des Prosomas) verbunden. Das Sternum selber wird durch gewundene Ränder begrenzt, während es anterior ebenfalls gestutzt und nach hinten hin spitz zulaufend endet.
Das erste Beinpaar der Arten der Bananenspinnen ist das längste. Diesem folgt das vierte und danach kommt das zweite. Das dritte Beinpaar ist das kürzeste. Die Tibien (Beinschienen) und die Metatarsen (Fersenglieder der Tarsen, bzw. Fußglieder) weisen überdies eine Ansammlung von aufeinanderfolgenden und zumeist paarweise angelegten Stacheln auf. Die Anzahl der Stacheln und deren Anordnung der Beinsegmente variiert innerhalb der vier Beinpaare. Die Tibien des ersten Beinpaares weisen auf der Ventralseite je vier Stachelpaare, die Metatarsen an selbiger Position drei auf. Ähnlich verhält es sich auf bei der Anordnung der Stacheln des zweiten Beinpaares, wobei hier jedoch die Tibien auf prolateraler Seite je einen Stachel aufweisen. Die Tibien des dritten Beinpaares hingegen verfügen nur über drei Stachelpaare, dafür sind hier jeweils auf pro- und auf retrolateraler Seite noch zwei einzeln stehende Stacheln vorhanden. Die Bestachelung der Metatarsen des dritten Beinpaares entspricht weitestgehend der der Tibien von diesem, allerdings befindet sich hier anschließend an die einzelnen Stacheln auf pro- und retrolateraler Seite noch ein weiteres Stachelpaar. Die Anordnung der Stacheln des vierten Beinpaars gleicht gänzlich der des zuvorigen.
Die Trochanter (Schenkelringe) sind mit Kerben versehen. Bemerkenswert sind die dichten Scopulae (dichte Beinbehaarungen), die sich je auf prolateraler (seitlich dem Körper zugewandter) Seite der Pedipalpen (umgewandelte Extremitäten im Kopfbereich), der Tibien und der Tarsen befinden. Die Tarsen verfügen über je zwei kammförmige Klauen sowie Klauenbüschel. Zusätzlich sind auf den Meta- und den Tarsen dorsal je zwei Reihen von Trichobothria (Tasthaaren) ausgebildet. Die Basen der Trichobothria wiederum weisen mehrere transversal angelegte Grate auf. Die Grundfarbe der Beine ist wie beim Rest des Körpers ebenfalls braun.
Auf dem Opisthosoma (Hinterleib) befinden sich hinter den Buchlungen (Atmungsorganen) radiär verlaufende Bänder mit weißen Punkten, die sich bei den Spinnwarzen trennen. Den Spinnwarzen fehlt ein Cribellum (Organ zum Herstellen von Fangwolle) was die Arten der Bananenspinnen demzufolge zu ecribellaten Spinnen werden lässt.

## Verbreitung und Lebensräume

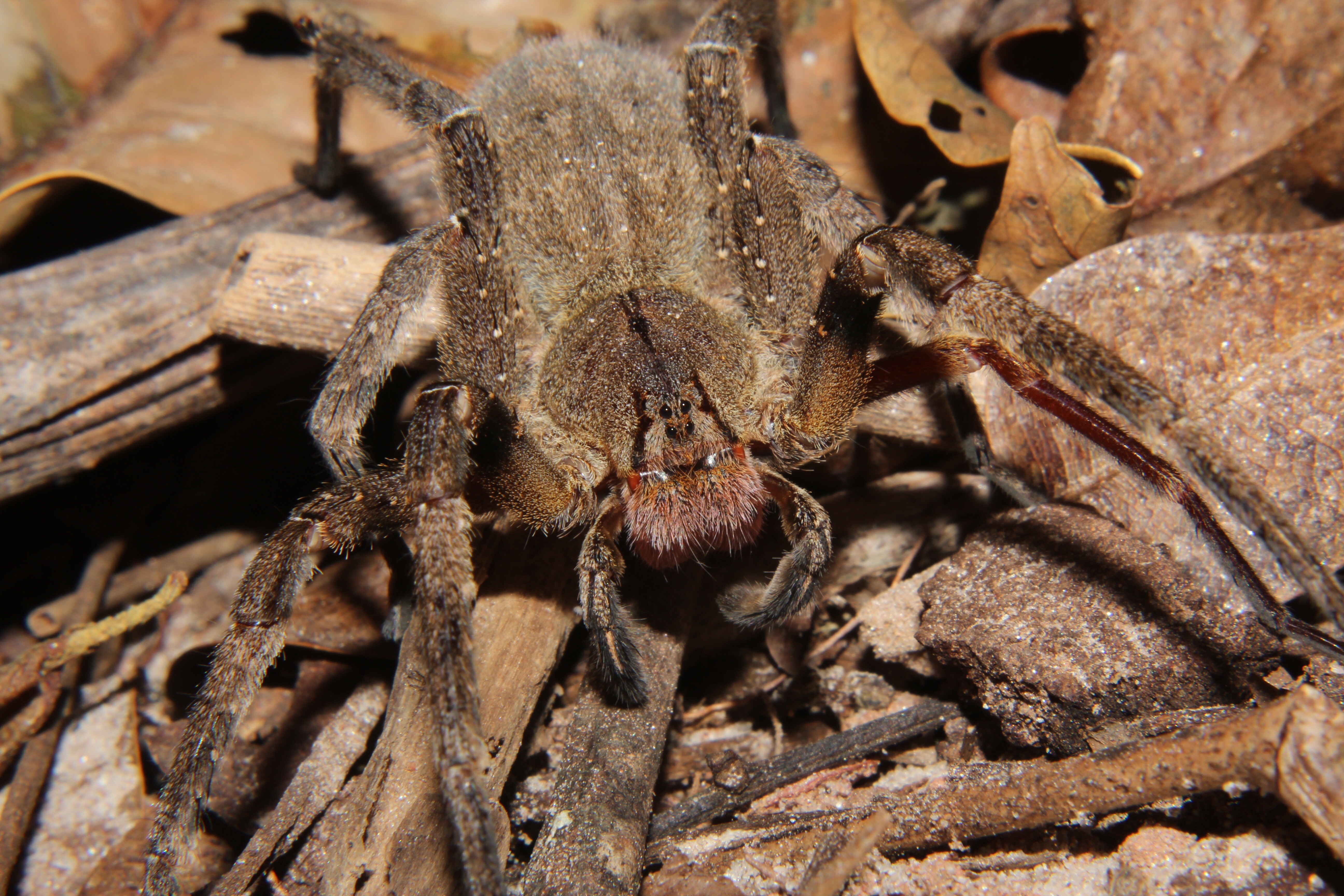
Weibliche Bananenspinne in der Streuschicht, gefunden in Serra da Canastra Nationalpark (Bundesstaat Minas Gerais in Brasilien).

Das Verbreitungsgebiet der Bananenspinnen erstreckt sich von Costa Rica in Mittelamerika bis in die Subtropen in Südamerika. Das Hauptverbreitungsgebiet der Gattung ist Brasilien, wo acht Arten vorkommen.
Zu den Habitaten der Bananenspinnen zählen mitunter Regenwälder. Synanthropische (an menschliche Siedlungsbereiche angepasste) Arten wie die Brasilianische Wanderspinne (P. nigriventer) kommen überdies in Bananenplantagen recht häufig vor. Diese Spinnen dringen auch gerne in Häuser ein.

## Lebensweise

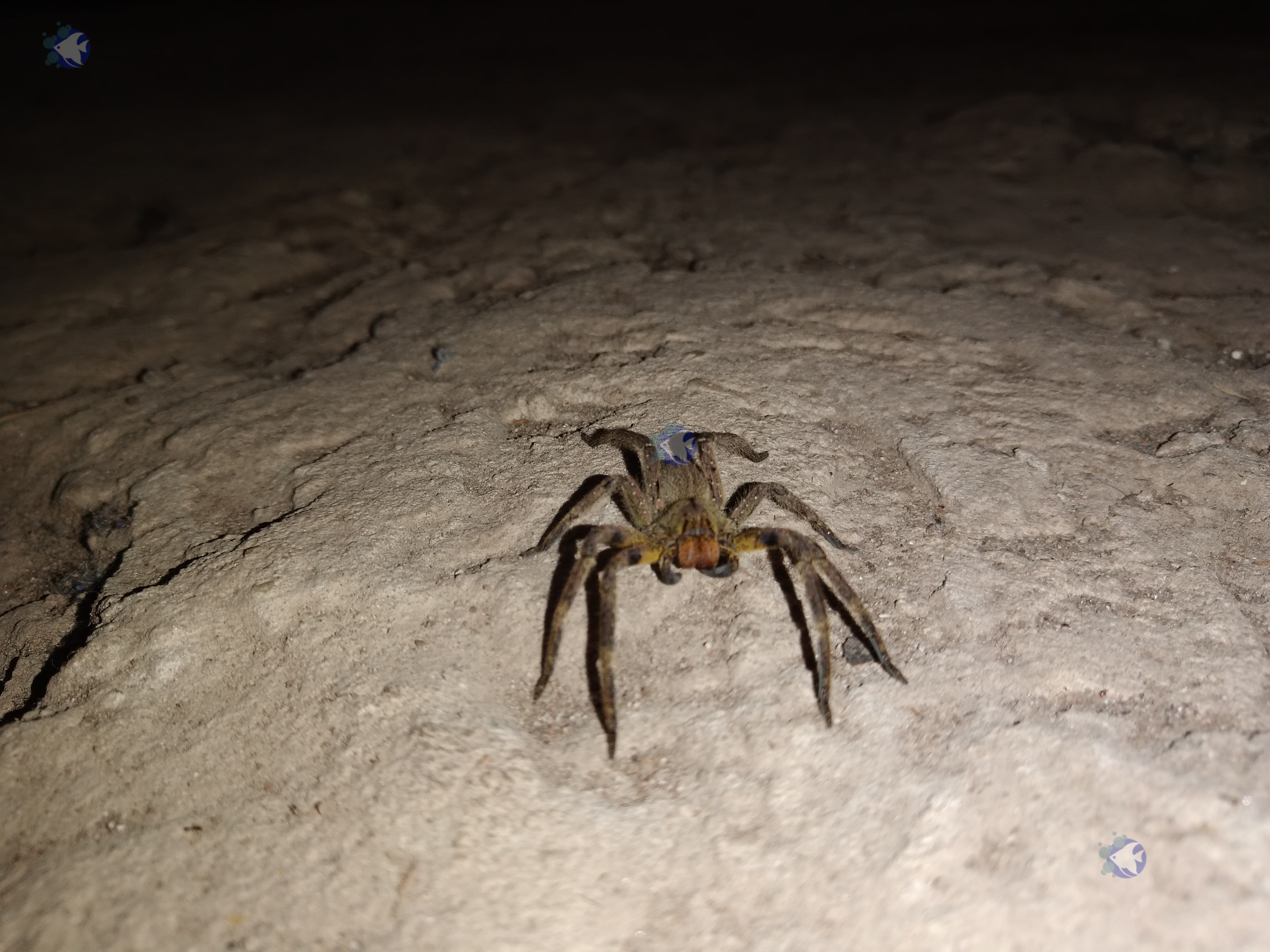
In der Nacht aktive weibliche Bananenspinne auf dem Bodengrund

Bananenspinnen sind wie alle Kammspinnen (Ctenidae) nachtaktiv und leben genauso nomadisch. Am Tag halten sie sich versteckt in Felsspalten, unter Steinen oder umgestürzten Baumstämmen oder in Bromelien auf. Des Weiteren bieten Baumritzen und verlassene Termitenhügel willkommene Versteckmöglichkeiten der Spinnen. Die synantropischen Arten nutzen darüber hinaus gerne die großen trockenen Blätter von angebauten Pflanzen der Dessertbanane (Musa x paradisiaca) in dafür geschaffenen Plantagen als Versteckmöglichkeit. Gleiches trifft in dem Fall auf Gebäude zu, da diese den Spinnen dunkle und feuchte Rückzugsorte Orte bieten. Während der nächtlichen Aktivitätszeit halten sich Bananenspinnen dann je nach Art in der Vegetation oder auf dem Boden auf.

### Jagdverhalten und Beutespektrum

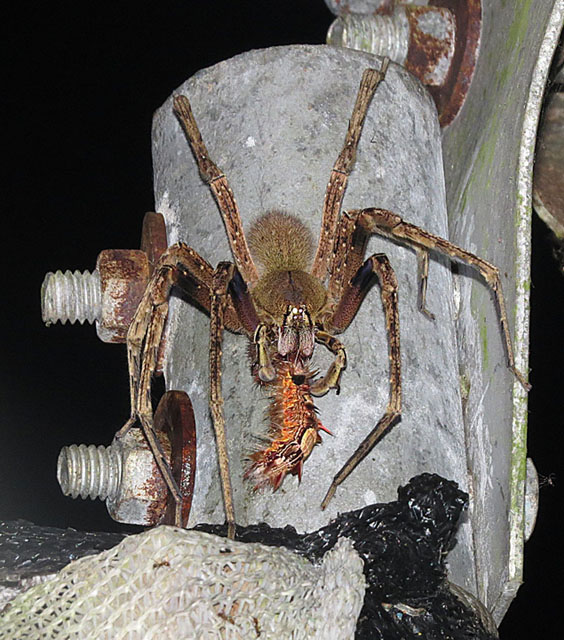
Weibliche Bananenspinne mit erbeuteter Raupe

Bananenspinnen leben wie alle Spinnen räuberisch und jagen nach Eigenart der Kammspinnen üblich ohne ein Spinnennetz, sondern freilaufend als Lauerjäger. Sie sind opportunistische Jäger und demnach nicht euryphag (nicht auf bestimmte Nahrung angewiesen). Dabei suchen die Spinnen in Unterholz oder auf dem Bodengrund aktiv Beutetiere auf. Einige Arten der Gattung nutzen oft großblättrige Pflanzen wie Palmen als Jagdgrund. Die Jungtiere der Bananenspinnen können durch diese Methode vermutlich zusätzlich den ausgewachsenen Individuen der Gattung entgehen, da diese als Prädatoren (Fressfeinde) der Jungtiere in Erscheinung treten können, zumal sie in diesem Aufenthaltsort die von einem Prädatoren ausgehenden Vibrationen deutlich besser wahrnehmen können.
In das Beutespektrum der Bananenspinnen fällt vor allem eine Großzahl von Wirbellosen, darunter Gliederfüßer, insbesondere verschiedene Insekten, wie Käfer, Zweiflügler, Schmetterlinge (in allen Entwicklungsstadien) und Heuschrecken, sowie andere Spinnen.
Auch wehrhafte Gliederfüßer, wie Skorpione oder Hundertfüßer, werden von den Spinnen erlegt. Kleinere Wirbeltiere erweitern das Beutespektrum, darunter kleine Frösche und Eidechsen. Gleiches trifft auf Kleinsäuger und Fledermäuse zu. Eine Ausnahme bilden Tiere, die in der Lage sind, giftige Hautsekrete über die Haut abzusendern wie Baumsteigerfrösche (Dendrobatidae) oder Widderchen (Zygaenidae). Diese werden zwar gelegentlich von Bananenspinnen ergriffen, jedoch unmittelbar danach wieder losgelassen. Bei der Großen Bananenspinne (P. boliviensis) ist überliefert, dass diese erlegte Beutetiere gelegentlich einspinnt.

### Abwehrverhalten und Verteidigung

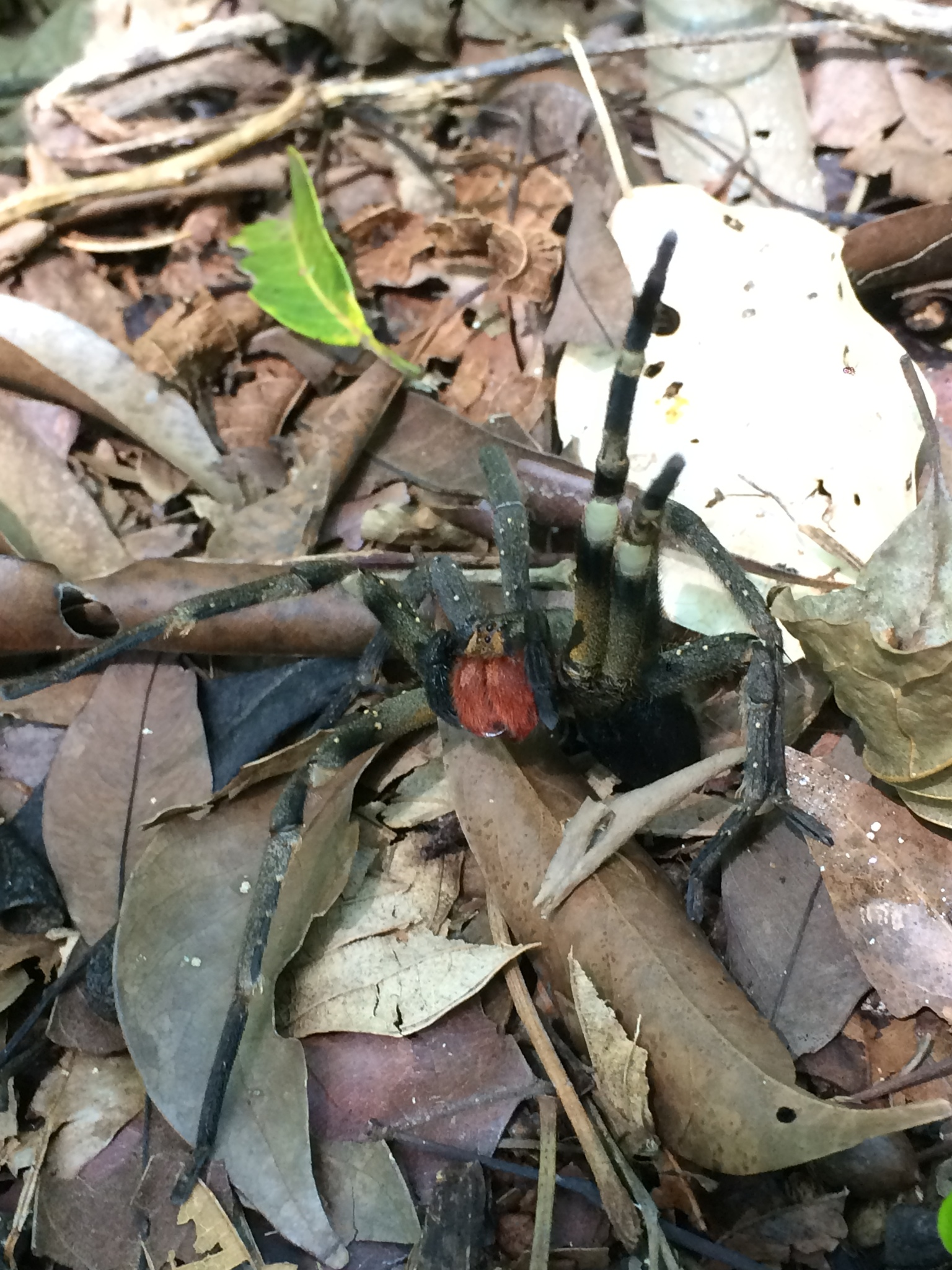
Drohgebärde einer weiblichen Bananenspinne

Für Bananenspinnen typisch ist die verglichen mit anderen Spinnen hohe Abwehrbereitschaft, sodass sie eine direkte Defensive deutlich gegenüber einer Flucht bevorzugen. Bei Begegnung mit einem potentiellen Fressfeind vollführen die Spinnen eine charakteristische Drohgebärde, bei der sie sich auf den beiden hinteren Beinpaaren aufstellen und den Körper fast senkrecht zum Boden ausrichten. Die beiden vorderen Beinpaare werden nach oben gestreckt und über dem Körper gehalten, wodurch die auf der Ventralfläche der Spinnen befindliche Warnfärbung zur Geltung kommt. In dieser Position bewegen Bananenspinnen dann ihre Beine seitlich und wenden sich dem möglichen Prädatoren zu, während sie dabei diesem die Cheliceren und Stacheln an den Beinen präsentieren. Bei anhaltender Bedrohung kann es zu einem Abwehrbiss seitens der Spinnen kommen.

### Lebenszyklus
Die Paarungszeit fällt bei den Bananenspinnen je nach Art unterschiedlich aus. Bei P. fera beispielsweise findet sie das ganze Jahr über statt. Andere Arten der Gattung wie die Brasilianische Wanderspinne (P. nigriventer) zeigen diesbezüglich eine saisonale Aktivität, die im Falle dieser Art etwa zwischen April und Juli stattfindet. Ein geschlechtsreifes Männchen der Gattung legt anfangs ein für Spinnen übliches Spermanetz an, das als weißer dichtgewobener und regelmäßiger Gespinstteppich in mehr oder weniger horizontaler Lage sowie witterungsgeschützt angelegt wird. Auf dem Spermanetz gibt das Männchen dann einen Spermatropfen ab, den es dann über seine Bulbi aufnimmt, ehe es ein arteigenes Weibchen aufsucht. Die Suche findet in der Nacht oder am Abend statt und wird vom Männchen recht aktiv ausgeführt.
Hat das Männchen ein Weibchen ausfindig machen können, verbleibt es vor diesem in einem Abstand, der etwa das fünffache seiner eigenen Körperlänge beträgt, vor dem Weibchen und beginnt eine Balz zur Arterkennung. Zeigt sich das Weibchen paarungswillig und verbleibt demnach passiv, springt das Männchen abrupt auf den Rücken des Weibchens, sodass beide Partner sich übereinander in entgegengesetzte Blickrichtung befinden (Paarungsstellung III bei Spinnen). Das Männchen vollführt von dort abwechselnd die Insertion (Einfuhr) seiner Bulbi in die Epigyne des Weibchens zwecks des Spermientransfers, was in wenigen Minuten vollbracht ist. Sexueller Kannibalismus scheint bei Bananenspinnen nicht die Regel zu sein, sodass sich die Geschlechtspartner anscheinend zumeist friedlich voneinander trennen. Das Männchen, das sich im Gegensatz zum Weibchen mehrmals verpaaren kann, legt einige Zeit nach erfolgter Begattung ein neues Spermanetz an und beginnt den Fortpflanzungsakt von Neuem.
Einige Zeit nach der Paarung sucht das begattete Weibchen eine dunkle und geschützte Stelle, etwa die Unterseite von Steinen und Rinde auf, in der es seinen ersten Eikokon anfertigt und von da an vorerst verbleibt. Nachts wird dann der bei Bananenspinnen untertassenförmige Kokon geschaffen, der etwa 30 bis 40 Millimeter lang und 7 bis 9 Millimeter breit sowie von weißer Farbgebung ist. Weibliche Bananenspinnen können nacheinander bis zu vier, bzw. fünf Eikokons herstellen, wobei die Anzahl der darin befruchteten Eier nach und nach deutlich abnimmt. So sind im ersten Kokon fast 1.000, im zweiten etwa 400, im dritten dann noch gut 400 und im vierten lediglich ca. 40 Eier vorhanden. Ein fünfter Kokon, der dann aber keine befruchteten Eier mehr enthält, kann folgen. Die Fruchtbarkeit ist also verglichen mit der vieler anderer Spinnen recht hoch. Neben der Anzahl der Eier nimmt auch die Qualität der Eikokons selber merklich ab. Der erste Kokon wird seitens des Weibchens mit sehr viel Mühe geschaffen und auch noch der zweite ist von guter Qualität. Die folgenden Kokons erscheinen dann deutlich kleiner und weniger qualitativ. Dies rührt vermutlich von der Erschöpfung des Weibchens durch die Produktion der vorherigen Eikokons, zumal es insgesamt drei bis vier Monate mit je einem oder zwei Kokons beschäftigt ist. Das Weibchen betreibt eine für Wolfspinnenartige (Lycosoidea) typisch ausgeprägte Brutpflege und bewacht seinen Eikokon, indem es entweder in dessen unmittelbarer Nähe verweilt oder den Kokon mit den Pedipalpen und den Cheliceren direkt festhält. Der Kokon kann dadurch auch transportiert und vor Witterungen geschützt sowie bei sonnigem Wetter der Sonne entgegengehalten werden.
Der Schlupf findet 15 bis 24 Tage nach der Eiablage statt und die geschlüpften Prälarven beginnen wie für Spinnen üblich unmittelbar danach mit der ersten Häutung. Die daraus entstehenden Larven verbleiben für weitere 3 bis 5 Tage im Kokon und häuten sich in diesem ein weiteres Mal, ehe sie den Kokon verlassen, der vom Muttertier für das Heranwachsen gelockert und anschließend für das Verlassen sowohl vom Muttertier als auch von seinen Nachkommen gemeinsam geöffnet wird. Die nach einiger Zeit geschlüpften Jungtiere in hundertfacher Zahl klettern nach dem Verlassen des Kokons anfangs auf den Rücken des Muttertieres und verbleiben noch für eine weitere Zeitperiode gemeinsamer Gesellschaft. Dabei beginnen sie mehrmals Fäden von dem Kokon zum Muttertier sowie von diesem zu sehr nahgelegenen Steinen oder der Vegetation. Bei Störungen begeben sich die Jungtiere unverzüglich auf den Rücken des Muttertieres oder zurück in den Kokon. Im Falle des Eintretens von Kälte oder Regen geschieht letzteres, wobei sich die Jungtiere dann auch über mehrere Tage oder Wochen oder im Falle von Kälte auch Monate im Kokon aufhalten können. Ohne Witterungseinflüsse dauert diese Phase des gemeinsamen Zusammenhalts 7 bis 12 Tage an. Durch die Pflanzenbewegung werden die Jungtiere dazu veranlasst, eine dichte Spinndecke anzulegen, die in die Höhe gehend nach und nach um mehr Schichten erweitert wird. Dies wird von den Jungtiere fortgesetzt, bis sie sich 10 bis 20 Zentimeter über dem Eigelege befinden. Sobald dieser Prozess vollendet wurde, beginnen sich die nach wie vor dicht beisammen befindlichen Jungtiere zu häuten und erlangen dadurch ihre dritte Fresshaut (Häutungsstadium). Diese Häutung findet in der Nacht statt und die bereits fortgeschritteneren Jungtiere beginnen sich dann unmittelbar danach erneut zu häuten, die weniger fortgeschrittenen ein bis zwei Tage danach. Die fortgeschritteneren Jungtiere neigen nach dieser Häutung zu Kannibalismus und verzehren ihre weniger fortgeschrittenen Geschwister. Dieser Prozess ist für die fortgeschritteneren Jungtiere für das spätere Heranwachsen unabdingbar. Das Muttertier, das sein Gelege nach dem Anfertigen nicht mehr verlässt, stirbt zwei, vier oder fünf Wochen nach dem Schlupf seiner Nachkommen.
Nach dem Erlangen der dritten Fresshaut beginnen die Jungtiere sich zu verstreuen und beginnen ihr solitäres Leben. Die Mortalitätsrate ist dabei durch Witterungen oder Prädatoren sehr hoch, sodass auch nur zwei Tiere aus einem Eikokon die Geschlechtsreife erlangen können. Mitsamt der Reifehäutung durchlaufen Bananenspinnen 12 bis 13 Häutungen. Die Dauer des Heranwachsens wird bei den Arten der Gattung mit einer Dauer von 1½ bis 2 Jahren angegeben. Bei der Brasilianischen Wanderspinne (P. nigriventer) wird die Dauer des Heranwachsens jedoch mit drei Jahren angegeben.

## Arten

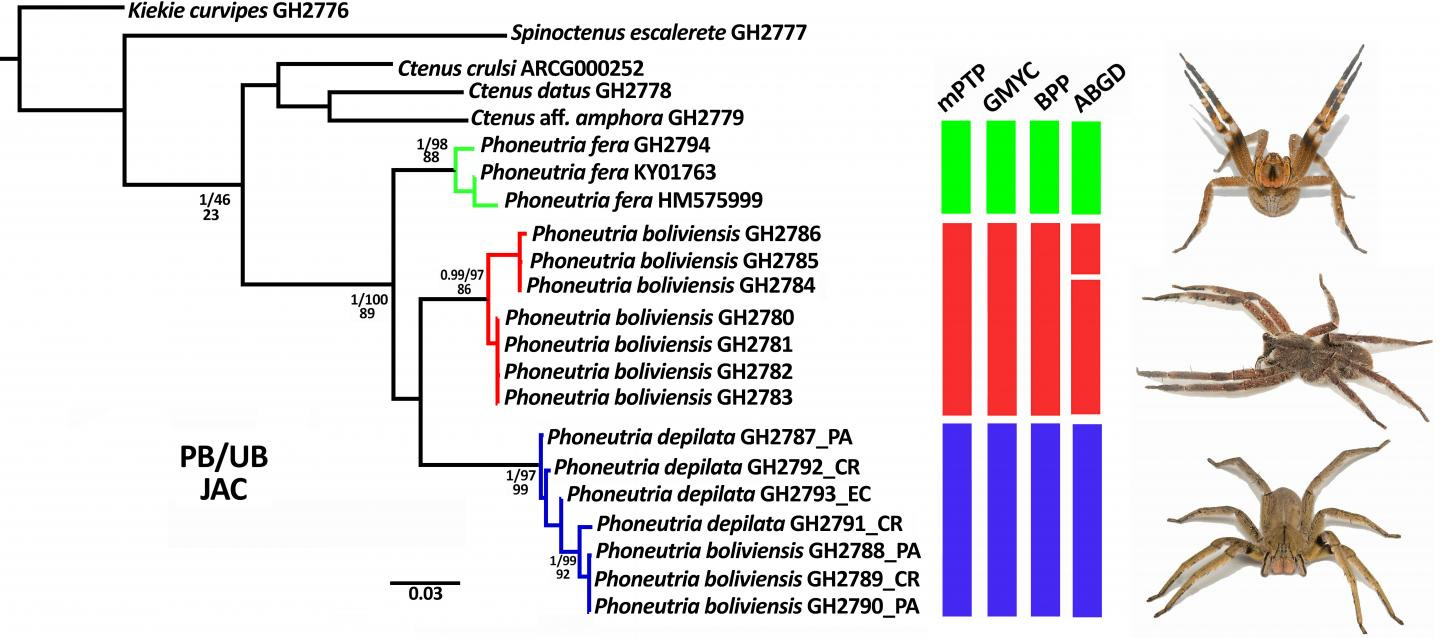
Systematik der Kammspinnen um die Gattung der Bananenspinnen. Nach Hazzi & Hormiga (2021).

Die Gattung Bananenspinnen umfasst neun Arten. (Stand: September 2021)
- P. bahiensis Simó & Brescovit, 2001 – Atlantischer Regenwald Brasiliens, endemisch in den brasilianischen Bundesstaaten Bahia und Espírito Santo.[15]
- P. boliviensis (F. O. Pickard-Cambridge, 1897) – Zentral- und Südamerika, wie in Costa Rica,[16] Panama, Kolumbien, Peru, Ecuador und Bolivien.
- P. eickstedtae Martins & Bertani, 2007 – Brasilien.
- Phoneutria fera Perty, 1833 – Ecuador, Peru, Brasilien, Surinam, Guyana.[17] P. fera wird zu den gefährlichsten und am meisten zitierten Arten gerechnet. Diese Spezies lebt im amazonischen Regenwald, meist fernab von menschlichen Siedlungen.[18]
- P. keyserlingi (F. O. Pickard-Cambridge, 1897) – Atlantischer Regenwald Brasiliens.
- P. nigriventer (Keyserling, 1891) – Brasilien, Nordargentinien, in Uruguay eingeführt.
- P. pertyi (F. O. Pickard-Cambridge, 1897) – Atlantischer Regenwald Brasiliens.
- P. reidyi (F. O. Pickard-Cambridge, 1897) – Venezuela, Peru, Brasilien, Guyana, Costa Rica.

Nach einer im März 2021 veröffentlichten Studie ist eine weitere Spezies, P. depilata, von P. boliviensis abzutrennen.

## Gift
Bananenspinnen gehören – neben einigen Arten der Echten Witwen  (Latrodectus), der südamerikanischen Loxosceles laeta und der Sydney-Trichternetzspinne (Atrax robustus) – zu den wenigen Spinnen auf der Welt, von deren Biss auch für einen gesunden erwachsenen Menschen eine lebensbedrohende Gefahr ausgehen kann. Sie sind vermutlich für die meisten tödlichen Giftunfälle durch Spinnen weltweit verantwortlich, wenngleich einige Quellen die Schwarze Witwe an dieser Stelle anführen. Dies könnte darauf zurückzuführen sein, dass die Wanderspinne nicht immer Gift in die Bisswunde injiziert und die Zahl tödlicher Unfälle dank breiter Verfügbarkeit eines Gegenmittels auf wenige Einzelfälle pro Jahr zurückgegangen ist. Bücherl und Buckley beschreiben in ihrem Buch einen tödlichen Zwischenfall in São Sebastião/Bundesstaat São Paulo, bei dem eine Spinne zwei Kinder tötete. Bislang wurden in Brasilien zehn Todesfälle Bissen von Bananenspinnen zugerechnet. In der Zeit von 1984 bis 1996 hatten sich insgesamt 422 Bisse ereignet, wobei die Spinnen gefangen und als Arten der Bananenspinnen identifiziert werden konnten. Insbesondere in der Gegend um Campinas häuften sich die Bissunfälle. Die Untersuchungen zeigten, dass sich die Unfälle in den Monaten März/April vermehrt ereigneten. In den Monaten September/Oktober ist die Anzahl der Bissunfälle am niedrigsten. Die meisten Unfälle ereigneten sich tagsüber im Haushalt.
Eine intravenös verabreichte Giftmenge von nur 6 µg genügt, um eine 20 g schwere Maus zu töten (zum Vergleich: Das Gift der Schwarzen Witwe (Latrodectus mactans) wirkt erst ab 110 µg tödlich auf eine Maus). Da die toxikologische Empfindlichkeit des Menschen gemessen am Körpergewicht zudem noch vier- bis fünfmal so hoch ist wie die der Maus, gelten die Bananenspinnen als die giftigste Gattung der Welt. Im Guinness-Buch der Rekorde (Erscheinungsjahr 2007) wird sie daher als giftigste Spinne gelistet.
Neben starken Schmerzen kann das Gift der Spinne beim Menschen auch einen Priapismus (schmerzhafte Erektion) verursachen. Er kann über viele Stunden anhalten und verursacht, falls er unbehandelt bleibt, Impotenz. Das Toxin Tx2-6 der Art P. nigriventer wurde mittlerweile isoliert.

### Neurotoxin Phα1β als Schmerzstiller
Das aus dem Gift der Spezies Phoneutria nigriventer gewonnene Neurotoxin Phα1β wirkte in Tierversuchen als Calciumkanalblocker und Schmerzstiller. Das Neurotoxin könnte postoperative Schmerzen lindern, oder bei Fibromyalgie als potentieller Arzneistoff Verwendung finden. Phα1β beeinflusst dabei nicht wie Diclofenac die Serumspiegel von Neurotransmittern wie Serotonin, Noradrenalin und Dopamin.